# کابلسکتال

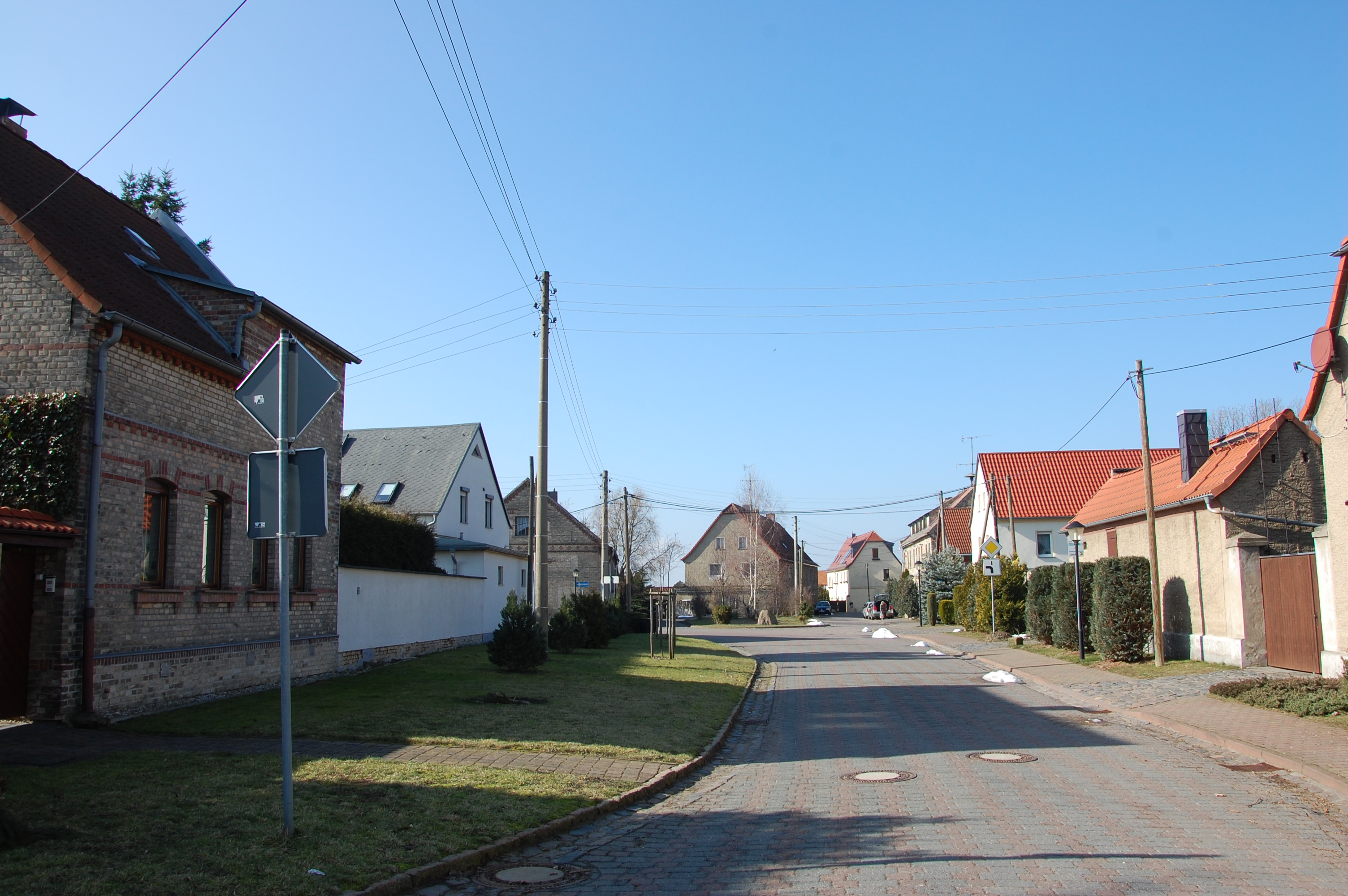
کابلسکتال

کابلسکتال (به آلمانی: Kabelsketal) یک شهر در آلمان است که در زالهکرایس واقع شده‌است. کابلسکتال ۹٬۰۴۵ نفر جمعیت دارد.